# Szpital Powiatowy w Słubicach
Szpital Powiatowy im. Zbigniewa Religi w Słubicach – zakład opieki zdrowotnej znajdujący się przy ul. Nadodrzańskiej 6 w Słubicach (wejście główne od strony ul. Kopernika). Trzykondygnacyjny budynek ukończono w 1964 r. w stylu modernistycznym w formie prostopadłościanu na osi północ-południe. Posiada podpiwniczenie, parter oraz dwa piętra. W piwnicy działa kaplica szpitalna pw. Matki Boskiej Nieustającej Pomocy, na parterze mieści się Szpitalny Oddział Ratunkowy (SOR), na piętrach zaś m.in. oddziały chorób wewnętrznych, ginekologiczno-położniczo-noworodkowy i pediatryczny. Pozostaje przystosowany do potrzeb osób niepełnosprawnych.
1 kwietnia 2011 szpital został przekształcony z zakładu publicznego w niepubliczny, w spółkę prawa handlowego.
W 2012 szpital posiadał 150 łóżek i hospitalizowano w nim łącznie 13 677 osób, obecnie łóżek jest 115.
Od 26 października 2020 do czerwca 2021 i od 30 listopada 2021 do 1 kwietnia 2022 stanowił tzw. jednoimienny szpital zakaźny, a dokładniej II poziomu zabezpieczenia covidowego.
27 lipca 2022 otwarto nowy Szpitalny Oddział Ratunkowy po gruntownej rozbudowie za kwotę 23 mln.
Obecnie administrowany jest przez spółkę NZOZ „Szpital Powiatowy” w Słubicach Sp. z o.o., w której 100% udziałów posiada powiat słubicki.

## Oddziały szpitalne
Źródło.
- Chorób wewnętrznych
- Chirurgiczny ogólny
- Chirurgii urazowo-ortopedycznej
- Ginekologiczno-położniczo-noworodkowy
- Anestezjologii i intensywnej terapii
- Pediatryczny
- Szpitalny oddział ratunkowy (SOR)

## Dyrektorzy szpitala (1964–2011)
- 1964–?: Eugeniusz Kocot[12][13]
- 2003[potrzebny przypis]–2007: Andrzej Śrutwa[14][15]
- 2007: Waldemar Buchta[15]
- 2007–2011: Katarzyna Lebiotkowska[15][10][16]
- 2011: Marcin Jabłoński[16]

## Prezesi szpitala (od 2011)
- 2011: Marcin Jabłoński
- 2011–2014: Zygmunt Baś[2][17][18]
- 2014–2016: Wojciech Włodarski[19]
- 2016: Waldemar Taborski[20][21]
- 2016: Wojciech Włodarski[22][23]
- 2016−2018: Małgorzata Krasowska-Marczyk[24][25]
- 2019−2020: Łukasz Kaczmarek[26][27]
- 2021–: Adam Koniuk[28]